# 唐春玲
唐春玲（1976年6月24日—），中国女子曲棍球運動員，亦為中国国家女子曲棍球队成員。她曾随队参加2000年、2004年和2008年三届奥林匹克运动会。